# Magnifique Communauté de Cadore

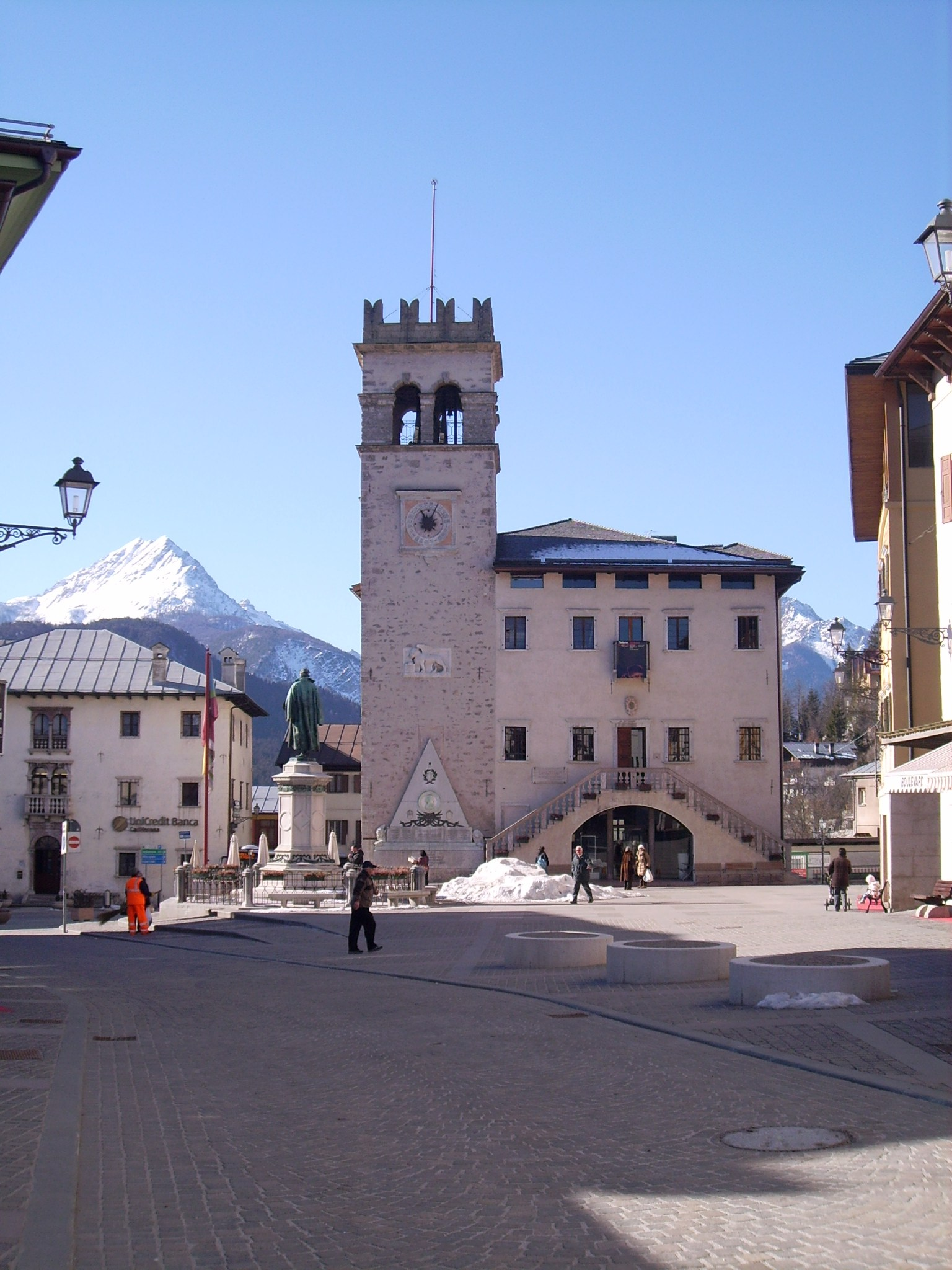
Le palais de la Magnifica Comunità sur la place principale de Pieve di Cadore.

La Magnifique Communauté de Cadore (en italien : Magnifica Comunità di Cadore) est une institution historique d'Italie, dont la création remonte à 1338 et qui a gouverné la région du Cadore, située dans les Dolomites, jusqu'à sa réorganisation à l'époque napoléonienne. Elle est d'abord dans la dépendance du patriarcat d'Aquilée, puis, à partir de 1420, de la république de Venise, tout en bénéficiant d'une large autonomie.
Pendant la guerre de la Ligue de Cambrai, en 1511, Ampezzo fut conquise par l'empereur Maximilien Ier et rattachée au Tyrol. Depuis lors, elle est détachée administrativement du Cadore, auquel elle appartient géographiquement.
En 1875, les communes du Cadore firent renaître la Magnifica Comunità sous la forme d'une personne morale ayant pour objet de promouvoir le patrimoine culturel commun. Il ne s'agit pas d'une entité administrative de type collectivité locale.
Son chef-lieu est Pieve di Cadore. Elle a pour siège un palais dont l'origine remonte à 1447 (l'état actuel correspond pour l'essentiel à une reconstruction de la fin du XVIe siècle) ; il est situé sur la place centrale de la cité. Elle publie le mensuel Il Cadore.
Les communes qui constituent la Communauté sont au nombre de 22 :
- Auronzo di Cadore
- Borca di Cadore
- Calalzo di Cadore
- Cibiana di Cadore
- Comelico Superiore
- Danta di Cadore
- Domegge di Cadore
- Lorenzago di Cadore
- Lozzo di Cadore
- Ospitale di Cadore
- Perarolo di Cadore
- Pieve di Cadore
- San Nicolò di Comelico
- San Pietro di Cadore
- Santo Stefano di Cadore
- San Vito di Cadore
- Sappada
- Selva di Cadore
- Valle di Cadore
- Vigo di Cadore
- Vodo di Cadore
- Zoppè di Cadore

Parmi ces communes, Sappada, à l'extrémité nord-est, a une place à part : cette commune, principalement germanophone, a été détachée de la province d'Udine et rattachée à la province de Bellune en 1852 ; elle a choisi d'adhérer à la Magnifica Comunità, bien qu'elle ne fasse pas partie historiquement du Cadore. En 2008, un référendum local a voté le rattachement à la province d'Udine et à la région Frioul-Vénétie Julienne ; le processus s'est achevé avec l'approbation de ce rattachement par la Chambre des députés le 22 novembre 2017.